# Жижемський Володимир Михайлович
Володимир Михайлович Жиже́мський (3 грудня 1923, Єкатеринбург — 26 серпня 1994, Харків) — український радянський художник декоративно-ужиткового мистецтва і педагог; член Харківської організації Спілки радянських художників України з 1960 року.

## Біографія
Народився 3 грудня 1923 року в місті Єкатеринбурзі (нині Росія). Протягом 1938—1941 років навчався у Свердловському художньому училищі. Брав участь у німецько-радянській війні. У 1948—1950 роках продовжив навчання у Свердловському художньому училищі; у 1951—1952 роках — у Московському інституті прикладного та декоративного мистецтва; у 1952—1957 роках — у Ленінградському вищому художньо-промисловому училищі, де навчався у Бориса Смирнова. Дипломна робота — комплект для житлової квартири (порцеляна, надполивний розпис; керівник Володимир Марков).
Упродовж 1957—1961 років працював скульптором на Будянському фаянсовому заводі. З 1961 року викладав у Харківському художньому інституті; з 1963 року — у Харківському художньо-промисловому інституті. Одночасно з 1964 року працював художником-керамістом Художнього фонду УРСР; у 1973—1975 роках — у лабораторії Харківського плиткового заводу, де виконував експериментальні зразки фаянсових облицювальних плиток для масового виробництва (підполивний розпис, контррельєф).
Мешкав у Харкові в будинку на вулиці Данилевського, № 16, квартира № 11. Помер у Харкові 26 серпня 1994 року.

## Творчість
Працював у галузі декоративного мистецтва (художня кераміка). Серед його робіт (фаянс, ангоби, надполивний розпис):
- сервізи кавові та столові «Зірочки»  (1959);
- куманці «Бублик» (1959), «Півник золотий гребінець» (1960);
- «Туалетний прибор» (1960);
- декоративні вази «Водний спорт» (1960); «Дружба народів» (1963), «Лісова казка» (1975);
- декоративна тарілка «А буде син і буде мати» (1961);
- кашпо для кактусів.

Брав участь у республіканських і всесоюзних виставках з 1957 року, зарубіжних — з 1959 року. Його роботи експонувалися на зарубіжних виставках у Марселі і Нью-Йорку у 1959 році, Брно і Будапешті у 1960 році, Познані у 1961 році та інших містах.
Окремі роботи зберігаються у Московському музеї скла і кераміки «Кусково», Національному музеї декоративного мистецтва України у Києві, Харківському художньому музеї.